# Casa de pagès la Sorteta
La Casa de pagès la Sorteta és una obra de la Galera (Montsià) inclosa a l'Inventari del Patrimoni Arquitectònic de Catalunya.

## Descripció
Casa pairal de caràcter popular, totalment rehabilitada com a casa de pagès que té planta baixa, dos pisos. El primer té balcons i el segon finestres. A la planta baixa encara hi ha les restes del molí i altres estris del camp que formen part de la decoració de l'edifici. Al sostre de la planta baixa hi ha bigues metàl·liques que reforcen les originals de fusta. La casa de pagés s'utilitza també com a residència habitual dels propietaris.